# 茂木淳一
茂木 淳一（もぎ じゅんいち、1972年8月27日 - ）は、日本のタレント、ナレーター。群馬県前橋市出身。血液型はO型。所属事務所はソニー・ミュージックアーティスツ。

## 来歴
1995年に千葉大学工学部工業意匠学科卒業後、東急ハンズに入社するも7ヶ月あまりで退社。その後、某アーティストのDJを務めていた。1998年からライブソリューション「千葉レーダ」として歌と司会で雰囲気を展開。DVD「スキージャンプ・ペア」の実況アナウンスをきっかけに、ナレーターとしての地歩を固める。その他テレビ、ラジオ、WEBなどメディアへの出演や、コラム執筆・ライター業などもこなし、その活動は多岐にわたる。30〜35歳を対象に企画したCD+マガジン『30-35(サンゼロ・サンゴー)』ではディスク・ナビゲータを担当した。この作品では、CD冒頭の「プロローグ」、曲間の「故郷だより」及び「ドラマ・トラック」と言ったディスク・ナビゲータとしての語り芸に加えて、作詞と歌唱を担当した楽曲提供までおこなった。

## 出演

### テレビ番組
- Mutoma Live（tvk） - ナビゲーター、雇われマスター
- 荻原次晴のスポーツブレイク （フジテレビ739）
- インパクト! （フジテレビ）
- 熱中時間 （NHK）
- 銭形金太郎（テレビ朝日）- 不定期企画「自転車で行くタダの旅」ナレーション
- Shibuya Deep A（NHK）
- カイブツ （日本テレビ） - ナレーション。
- RX-72 〜HISASHI (GLAY) VS 茂木淳一〜 （MUSIC ON! TV）(不定期放送) - ナビゲーター
- 地球号食堂〜エコめし宣言（テレビ朝日、2009年10月 - 2010年3月28日）- ナレーション
- そうだったのか!池上彰の学べるニュース - ナレーション
- ゴレンタン （フジテレビ）- ナレーション
- ジャニーズJr.ランド（BSスカパー!） - MC
- オサレさん（2014年8月4日 -NOTTV）- MC
- Let's天才てれびくん（2014年3月31日-2017年3月30日、Eテレ）-リポーター
- おとなの基礎英語(2016年4月-2018年、Eテレ) - ナレーション
- 痛快TV スカッとジャパン - ナレーション
- めちゃ×2イケてるッ! （フジテレビ） - 「お玉くじ抽選会」司会
- 土曜スペシャル（テレビ東京）

### テレビドラマ
- タンブリング （2010年、TBS） - 小林秀明
- 怪盗ロワイヤル（2011年、TBS） - オープニングナレーション ※ノンクレジット
- 連続テレビ小説 ひよっこ（2017年、NHK） - ニュースの声、ラジオの声、水原みちお[1]
- 青天を衝け（2021年、NHK大河ドラマ）- 松田アナウンサー

### 映画
- ヒノマルソウル〜舞台裏の英雄たち〜（2021年、東宝） - 実況

### テレビアニメ
- ありがとう10周年!!コナン大賞(2006年、日本テレビ)  - ナレーション
- どちゃもん じゅにあ（2017年、Eテレ） - 本人、じぇくたん
- ウマ娘 シンデレラグレイ（2025年、TBS） - 実況（回想）

### ラジオドラマ
- 青春アドベンチャー（NHK-FM）
  - 『００－０３　都より愛をこめて』（2020年4月20日 - 5月1日） [2] - グン 役

### 舞台
- i'nos-stage vol.1「舟をこぐ」（2010年、新宿シアターブラッツ）

### ゲーム
- スキージャンプ・ペア-リローデッド-（2006年） - 実況
- ウマ娘 プリティーダービー（2021年 - ） - 実況(男性)

### ラジオ
- モギフォン （TOKYO FM、2006年1 - 3月）
- 茂木淳一のバーチカル・ドロップ （TOKYO FM、2006年4月 - 2007年3月）
- WONDERFUL WORLD （TOKYO FM、2007年4月 - 2008年9月）
- SCHOOL OF LOCK! （TOKYO FM、2005年10月 - ） - 各種ジングルと、10時55分からの5分枠を担当（コーナー内容についてはSCHOOL OF LOCK!参照。）。
- DI:GA 茂木放送協会 （TOKYO FM、2008年10月 - 2016年3月）
- Japan Furusato Network （TOKYO FM他JFN各局、2009年11月 - 2011年3月）

### CD
- MOGY-TV （Quick Japan Records）
- 30-35 EXTRA
- 真夏のアルバイト （新田恵利とのデュエット）
- ウルトラベリイベストオブ千葉レーダ
- みんなのうた＋α（ミドリカワ書房） - 導入部ショートドラマを担当
- みんなのうた3（ミドリカワ書房）- 導入部ショートドラマを担当
- みんなのうた4"ever"（ミドリカワ書房）- 導入部ショートドラマを担当
- みんなのうたベスト（ミドリカワ書房）- 「Introduce」を担当

### DVD
- スキージャンプ・ペアシリーズ
- 茂木淳一のニンジャ・ポリス
- ARCADIA CLIPS /Janne Da Arc - 副音声ナレーション
- 東京オンリーピック

### WEB
- CINEMA KEIBA/JAPAN WORLD CUP（2010年）

### LIVE
- 2006年2月17日 原宿Blue Jay Way「モギーナイト vol.0」
- 2007年1月26日、27日 恵比寿エコー劇場「モギーナイト vol.1」

### CM
- 2011高校野球協賛ワイプTVCM（ドコモダケ）
- モバゲータウン
- パズドラZ（出演はしているが、メインではなくレポーター役）
- コカ・コーラ　平昌2018冬季オリンピックキャンペーン 「夢の舞台」篇（実況役として、声のみの出演）
- フジテックメンテナンス AirPRO「前口上」篇